# Fórmula Nacional Argentina
La Fórmula Nacional Argentina (anteriormente llamada Fórmula Renault 2.0) es un campeonato de monoplazas de la República Argentina de nivel nacional, organizado desde 1990 hasta 2021 por Renault Sport y fiscalizada por la Comisión Deportiva Automovilística del Automóvil Club Argentino.
Había nacido inicialmente como Fórmula 4 en 1963. Luego de un amplio dominio desde el año 1969 por parte de monoplazas motorizados por la firma Renault, la categoría pasó a denominarse desde 1980 Fórmula Renault Argentina. A mediados de la década de 1990, la categoría fue patrocinada directamente por Renault Sport, creándose al mismo tiempo las subdivisiones Fórmula Renault Elf (chasis Tulia XXV Crespi y motores de 1600 cc) y Fórmula Súper Renault (chasis de Fórmula 3 y motores 2.2 litros).
En 2007, la categoría menor pasa a denominarse Fórmula Renault 1.6, utilizando hasta el día de hoy unidades proyectadas sobre el chasis Tito 02. En 2010, la categoría pasa a denominarse Fórmula Renault 2.0, ya que se produce el cambio más trascendente al ser implementados motores de 2000 cc de cilindrada.
Anteriormente al chasis "Tito", la categoría implementó hasta el año 2006 unidades proyectadas sobre chasis diseñados por el preparador Tulio Crespi. Actualmente, estos coches son utilizados en las categorías Fórmula Renault Plus, Fórmula Metropolitana y Fórmula 4 Nueva Generación.
Actualmente, la Fórmula Renault comparte el calendario con el Súper TC 2000.

## Historia

### Comienzos (1963-1965)
Bajo el nombre de Fórmula Mini Juniors y con el objetivo de promover jóvenes pilotos del automovilismo argentino, la categoría nació el 17 de marzo de 1963, cuando se disputó la primera competencia en el Circuito Nº 5 del Autódromo Oscar y Juan Gálvez de Buenos Aires. Veía como primer vencedor a Pedro Von Dory, con un De Tomaso-NSU, en una competencia que contó con diez participantes. Visitando los autódromos de Buenos Aires, Rosario, Bahía Blanca, entre otros, contaba entre sus filas con chasis Crespi, Smith, De Tomaso y Delfosse. El primer campeón fue Roberto Galluzzi, en 1965, ya que tanto en 1963 como en 1964, las carreras tuvieron solamente carácter de presentación. El año siguiente a la consagración de Galluzi, en 1966, la categoría cambió su nombre a Fórmula 4 Argentina, dando comienzo así a una nueva y gloriosa época de la categoría.

### La Era de la Fórmula 4 Argentina (1966-1979)
A partir del año 1966, la categoría comienza a denominarse Fórmula 4 Argentina. Con chasis Crespi y motor BMW, Jorge Kissling se convierte en el primer ganador bajo esta nueva denominación, dando inicio a un prolongado dominio de los Crespi-BMW durante cinco años, solamente interrumpido por un triunfo por lado para los motores NSU y Fiat y la victoria de Donato Márquez Orabona en 1968, con chasis Delfosse y motor BMW.
Durante esos años, la categoría fue alcanzando un alto grado de popularidad, atrayendo a constructores y jóvenes pilotos de todos los puntos del país, incluso del extranjero. La competencia de Buenos Aires de 1970 dio muestras de este fenómeno: 102 autos se presentaron en la competencia, marcando un récord en la historia del automovilismo argentino.
A partir de 1969, con la victoria de Carlos Ragno a bordo de un Crespi-Renault, comienza el dominio de los impulsores de la terminal francesa y a la vez de consolidarse el dominio de los chasis fabricados por Tulio Crespi, más allá de la única derrota obtenida en 1978, cuando el chileno Eliseo Salazar se imponía al comando de un chasis Avante. Es así que la categoría vuelve a cambiar de nombre; a partir de 1980 es denominada Fórmula Renault Argentina.

### La era de Fórmula Renault Argentina (1980-2006)

#### Motor 1400 cc.
A partir del año 1980 asume la presidencia Eduardo Bouvier y con el apoyo oficial de Renault, la categoría pasa a denominarse Fórmula Renault Argentina. Gustavo Sommi se anotaría como primer vencedor en la prueba disputada en el Autódromo de Buenos Aires, mientras que Victor Rosso se coronaría campeón. En dicho año hubo un cambio en los impulsores, ya que comenzaron a utilizarse motores C1J de 1400 cc, con modificaciones que le otorgaban unos 105 hp, acelerando de 0 a 100 km/h en 4 seg, desarrollados en Argentina y que equipaban a los modelos Renault 12 y Renault 18. A pesar de que la elección de chasis era libre, los Crespi fueron siempre mayoría y lograron un claro dominio tanto en carreras como en campeonatos ganados, solamente interrumpido por el título de Miguel Ángel Etchegaray en 1985, con chasis Berta. En esta etapa de la categoría pasaron grandes pilotos, hoy ya consagrados en las categorías más importantes del país, como Omar Martínez, Guillermo Ortelli, Juan Manuel Silva y Gabriel Furlán;entre otros.

#### Motor F3R 2.0 L
En 1998 comienza a utilizarse el motor Renault F3R 2.0 L del modelo Mégane. En este año se produce la última victoria de un chasis Berta de la mano de Próspero Bonelli en el Autódromo Roberto Mouras de La Plata .
A partir del año 2001 comienza a compartir el calendario con el TC 2000, obteniendo así una mayor repercusión en los medios, acompañado siempre de un buen número de máquinas y entretenidos espectáculos.

#### Motor K4M 1.6 L
A partir del año 2004 varía el impulsor nuevamente. Esta vez la categoría se decide por el motor Renault K4M 1.6 L del modelo Mégane II y la categoría pasa a denominarse Fórmula Renault 1.6 Argentina.
En 2005 debuta con victoria el chasis Tito 01, fabricado por Héctor "Tito" Pérez. Damián Cassino lleva al nuevo modelo a lo más alto del podio, en la 1º fecha disputada en el Autódromo de Buenos Aires.

### La era de Fórmula Renault 1.6 (2007-2010)
A finales de 2006 se comenzó a barajar la posibilidad de hacer un cambio respecto a la política de elección de chasis, hasta ese momento de carácter libre. Los rumores fueron sonando más fuerte, hasta que el anuncio se hizo oficial, en medio de numerosas críticas: a partir del año 2007 se le daba exclusividad a los chasis Tito 02, dejando de lado a los Tulia XXV de Tulio Crespi, los cuales conformaban en 2006 el 90% del parque de la categoría. La motorización no sufría alteraciones, manteniendo los K4M de 1600 cc.

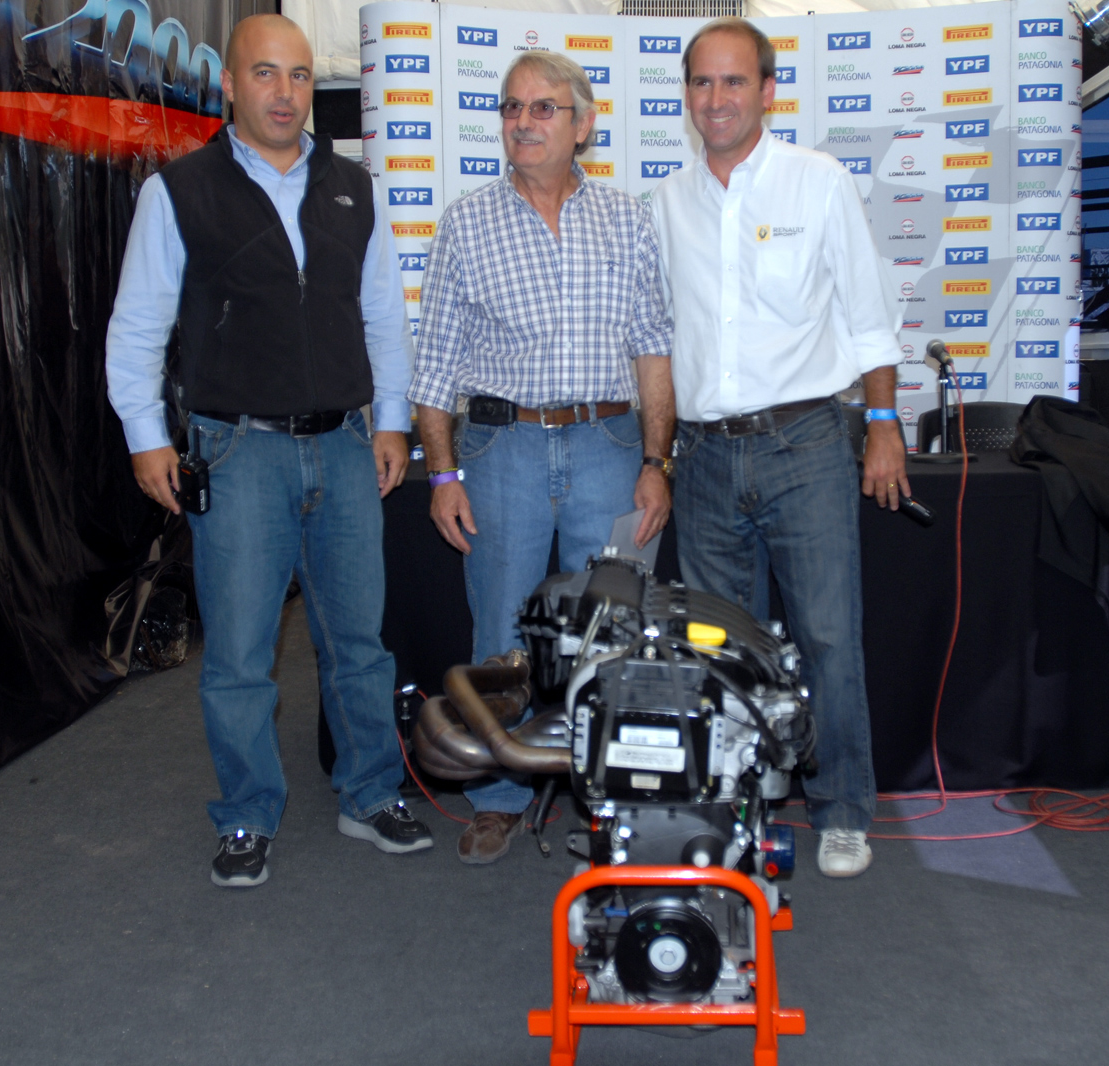
Presentación del motor F4-A 2000.

Con todos estos condimentos, Matías Muñoz Marchesi fue el último vencedor de la categoría con los chasis Crespi, en 2006 y Mariano Werner se consagraría campeón ese año por última vez con un Chasis Crespi. Al año siguiente, ya con la obligatoria implementación de los chasis Tito, Guido Falaschi se convierte en el primer vencedor en este nuevo formato de la categoría, mientras que Mariano Werner se consagró campeón.

### Era actual: Fórmula Renault 2.0 (2010-)
Terminando la temporada 2009, las autoridades de la categoría comenzaron a planear un cambio en los impulsores de la categoría. Finalmente se decidió utilizar el motor Renault F4-A 2.0 L del modelo Laguna II. La implementación de dichos impulsores se hizo efectiva a partir de la 2° Fecha del Campeonato 2010 en el Autódromo de General Roca, resultando Franco Vivian primer ganador bajo la nueva denominación Fórmula Renault 2.0. Lamentablemente, la página negra de esta temporada se escribió en la última fecha de ese año en la definición del torneo, ya que el propio Vivian llegaba a la carrera final con grandes chances de coronarse por sobre el piloto Nicolás Trosset, quien corría con apoyo oficial de Plan Rombo. La definición se empañó en el cierre de la misma a causa de un toque provocado por el piloto Kevin Icardi, compañero de equipo de Trosset, en perjuicio de Vivian. Esta maniobra, de la cual se sigue dudando de su intencionalidad, sepultó las chances de Vivian, yendo a ceñirse la corona a las manos de Trosset, en un final por demás escandaloso.

## Fórmula Súper Renault Argentina
La Fórmula Súper Renault Argentina, fue una subcategoría de Fórmula Renault Argentina, creada por Renault Sport en 1993. Esta categoría, se ubicaba por encima de la tradicional Fórmula Renault, la cual fuera renombrada como Fórmula Renault Elf. El objetivo de esta categoría, fue la de formar pilotos que no solo puedan desempeñarse en las más altas categorías nacionales, sino también que puedan tener proyección a nivel internacional.  
A diferencia de la FRE, la FSR homologaba para su utilización monoplazas estilo Fórmula 3, mientras que la motorización estaba a cargo de Renault que disponía para sus pilotos de un único modelo de motor de 2.2 litros derivado de los impulsores del Renault 21. En 1999, la planta motriz cambia pasando a llevar motores de 2.0 litros utilizados por el modelo Renault Laguna. Inicialmente, la preparación de los chasis estuvo a cargo de Oreste Berta, hasta que para el año 1997 se dio apertura a la llegada de grandes constructores mundiales de chasis, llegando a ver en pista modelos fabricados por los afamados chasistas Dallara, March, Ralt, Reynard y Tom's. Varios pilotos que compitieron en esta categoría, emergerían más tarde en las más populares categorías nacionales e internacionales, convirtiéndose en referentes importantes de cada una de ellas.
Esta categoría, finalmente fue cancelada en 2004. El primer campeón de la FSR, fue el piloto Hernán Bradás con un chasis Berta en 1993, mientras que su último campeón, fue el piloto Ivo Perabó que alternó sus participaciones con un chasis Dallara y más tarde con un Tom's. En total se corrieron 12 torneos los cuales quedaron repartidos en 4 títulos para Berta, 3 y medio para Tom's, 2 para Ralt, 1 y medio para Dallara y 1 para Reynard.

## Sistema de puntuación
Temporada 2023:
| Posición            | 1.º | 2.º | 3.º | 4.º | 5.º | 6.º | 7.º | 8.º | 9.º | 10.º | 11.º | 12.º | 13.º | 14.º | 15.º |
| Clasificación       | 1   |     |     |     |     |     |     |     |     |      |      |      |      |      |      |
| Súper Clasificación | 5   | 4   | 3   | 2   | 1   |     |     |     |     |      |      |      |      |      |      |
| Carrera             | 25  | 20  | 17  | 15  | 13  | 11  | 9   | 8   | 7   | 6    | 5    | 4    | 3    | 2    | 1    |

## Campeones
| Año                           | Campeón                | Chasis                  |
| Fórmula Mini Juniors          | Fórmula Mini Juniors   | Fórmula Mini Juniors    |
| ----------------------------- | ---------------------- | ----------------------- |
| 1965                          | Roberto Galluzzi       | Crespi-BMW              |
| Fórmula 4 Argentina           |                        |                         |
| 1966                          | Jorge Kissling         | Crespi-BMW              |
| 1967                          | Carlos Ragno           | Crespi-BMW              |
| 1968                          | Carlos Férrea          | Crespi-BMW              |
| 1969                          | Carlos Ragno           | Crespi-Renault          |
| 1970                          | Juan Laskac            | Crespi-Renault          |
| 1971                          | Juan Laskac            | Crespi-Renault          |
| 1972                          | Carlos Jarque          | Crespi-Renault          |
| 1973                          | Jorge De Amorrortu     | Crespi-Renault          |
| 1974                          | Miguel Ángel Guerra    | Crespi-Renault          |
| 1975                          | Miguel Ángel Guerra    | Crespi-Renault          |
| 1976                          | Héctor De Rossi        | Crespi-Renault          |
| 1977                          | Juan José Reybet       | Crespi-Renault          |
| 1978                          | Eliseo Salazar         | Avante-Renault          |
| 1979                          | Gustavo Sommi          | Crespi-Renault          |
| Fórmula Renault Argentina     |                        |                         |
| 1980                          | Victor Rosso           | Crespi C1J-Renault 1.4  |
| 1981                          | Carlos Lauricella      | Crespi C1J-Renault 1.4  |
| 1982                          | Roberto Urretavizcaya  | Crespi C1J-Renault 1.4  |
| 1983                          | Néstor Gurini          | Crespi C1J-Renault 1.4  |
| 1984                          | Néstor Gurini          | Crespi C1J-Renault 1.4  |
| 1985                          | Miguel Etchegaray      | Berta - C1J Renault 1.4 |
| 1986                          | Gabriel Furlán         | Crespi C1J-Renault 1.4  |
| 1987                          | Daniel Neviani         | Crespi C1J-Renault 1.4  |
| 1988                          | Luis Belloso           | Crespi C1J-Renault 1.4  |
| 1989                          | Sergio Solmi           | Crespi C1J-Renault 1.4  |
| 1990                          | Omar Martínez          | Crespi C1J-Renault 1.4  |
| 1991                          | Omar Martínez          | Crespi C1J-Renault 1.4  |
| 1992                          | Norberto Della Santina | Crespi C1J-Renault 1.4  |
| 1993                          | Juan Manuel Silva      | Crespi C1J-Renault 1.4  |
| 1994                          | Guillermo Di Giacinti  | Crespi C1J-Renault 1.4  |
| 1995                          | Brian Smith            | Crespi C1J-Renault 1.4  |
| 1996                          | Martín Basso           | Crespi C1J-Renault 1.4  |
| 1997                          | Mauro Fartuszek        | Crespi C1J-Renault 1.4  |
| 1998                          | Gabriel Ponce de León  | Crespi F3R-Renault 2.0  |
| 1999                          | Mariano Acebal         | Crespi F3R-Renault 2.0  |
| 2000                          | Esteban Guerrieri      | Crespi F3R-Renault 2.0  |
| 2001                          | Rafael Morgenstern     | Crespi F3R-Renault 2.0  |
| 2002                          | Rafael Morgenstern     | Crespi F3R-Renault 2.0  |
| 2003                          | Maximiliano Merlino    | Crespi F3R-Renault 2.0  |
| 2004                          | Ezequiel Bosio         | Crespi K4M-Renault 1.6  |
| 2005                          | Lucas Benamo           | Crespi K4M-Renault 1.6  |
| 2006                          | Mariano Werner         | Crespi K4M-Renault 1.6  |
| Fórmula Renault 1.6 Argentina |                        |                         |
| 2007                          | Mariano Werner         | Tito K4M-Renault 1.6    |
| 2008                          | Guido Falaschi         | Tito K4M-Renault 1.6    |
| 2009                          | Facundo Ardusso        | Tito K4M-Renault 1.6    |
| Fórmula Renault 2.0 Argentina |                        |                         |
| 2010                          | Nicolás Trosset        | Tito F4-A-Renault 2.0   |
| 2011                          | Rodrigo Rogani         | Tito F4-A-Renault 2.0   |
| 2012                          | Carlos Javier Merlo    | Tito F4-A-Renault 2.0   |
| 2013                          | Julián Santero         | Tito F4-A-Renault 2.0   |
| 2014                          | Manuel Mallo           | Tito F4-A-Renault 2.0   |
| 2015                          | Martín Moggia          | Tito F4-A-Renault 2.0   |
| 2016                          | Rudi Bundziak          | Tito F4-A-Renault 2.0   |
| 2017                          | Hernán Satler          | Tito F4-A-Renault 2.0   |
| 2018                          | Lucas Vicino           | Tito F4-A-Renault 2.0   |
| 2019                          | Guido Moggia           | Tito F4-A-Renault 2.0   |
| 2020-21                       | Jorge Barrio           | Tito F4-A-Renault 2.0   |
| 2021                          | Jorge Barrio           | Tito F4-A-Renault 2.0   |
| Fórmula Nacional Argentina    |                        |                         |
| 2022                          | Tiago Pernía           | Tito F4-A-Renault 2.0   |
| 2023                          | Nicolás Suárez         | Tito F4-A-Renault 2.0   |
| 2024                          | Santiago Chiarello     | Crespi K4M-Renault 1.6  |

### Fórmula Súper Renault
| Año  | Campeón               | Chasis        |
| ---- | --------------------- | ------------- |
| 1993 | Hernán Bradas         | Berta         |
| 1994 | Juan Manuel Basco     | Berta         |
| 1995 | Claudio Pfening       | Berta         |
| 1996 | Hugo Ricardo Castelli | Dallara       |
| 1997 | Christian Ledesma     | Reynard       |
| 1998 | Alejandro Bini        | Ralt          |
| 1999 | Ezequiel Toia         | Ralt          |
| 2000 | Mariano Bainotti      | TOM'S         |
| 2001 | Julián Flamarique     | Dallara       |
| 2002 | Matías Rossi          | TOM'S         |
| 2003 | Federico Lifschitz    | TOM'S         |
| 2004 | Ivo Perabó            | Dallara-TOM'S |